# Heniochus singularius
Heniochus singularius là một loài cá biển thuộc chi Heniochus trong họ Cá bướm. Loài này được mô tả lần đầu tiên vào năm 1911.

## Từ nguyên
Tính từ định danh singularius trong tiếng Latinh có nghĩa là "duy nhất; đơn lẻ; bất thường", không rõ hàm ý đề cập đến điều gì ở loài cá này.

## Phạm vi phân bố và môi trường sống
Từ Maldives và quần đảo Chagos, H. singularius được phân bố trải dài về phía đông đến quần đảo Samoa, băng qua Đông Ấn Độ Dương và Tây Thái Bình Dương, ngược lên phía bắc đến vùng biển phía nam Nhật Bản, giới hạn phía nam đến Úc.
Ở Việt Nam, H. singularius được ghi nhận tại đảo Cồn Cỏ (Quảng Trị); cù lao Chàm (Quảng Nam), đảo Lý Sơn (Quảng Ngãi) và quần đảo Hoàng Sa; vịnh Nha Trang (Khánh Hòa); cù lao Câu (Bình Thuận) và quần đảo Trường Sa.
H. singularius sống tập trung ở khu vực có nhiều san hô phát triển trên các rạn viền bờ và trong đầm phá, độ sâu tìm thấy loài này có thể lên đến 250 m.

## Mô tả

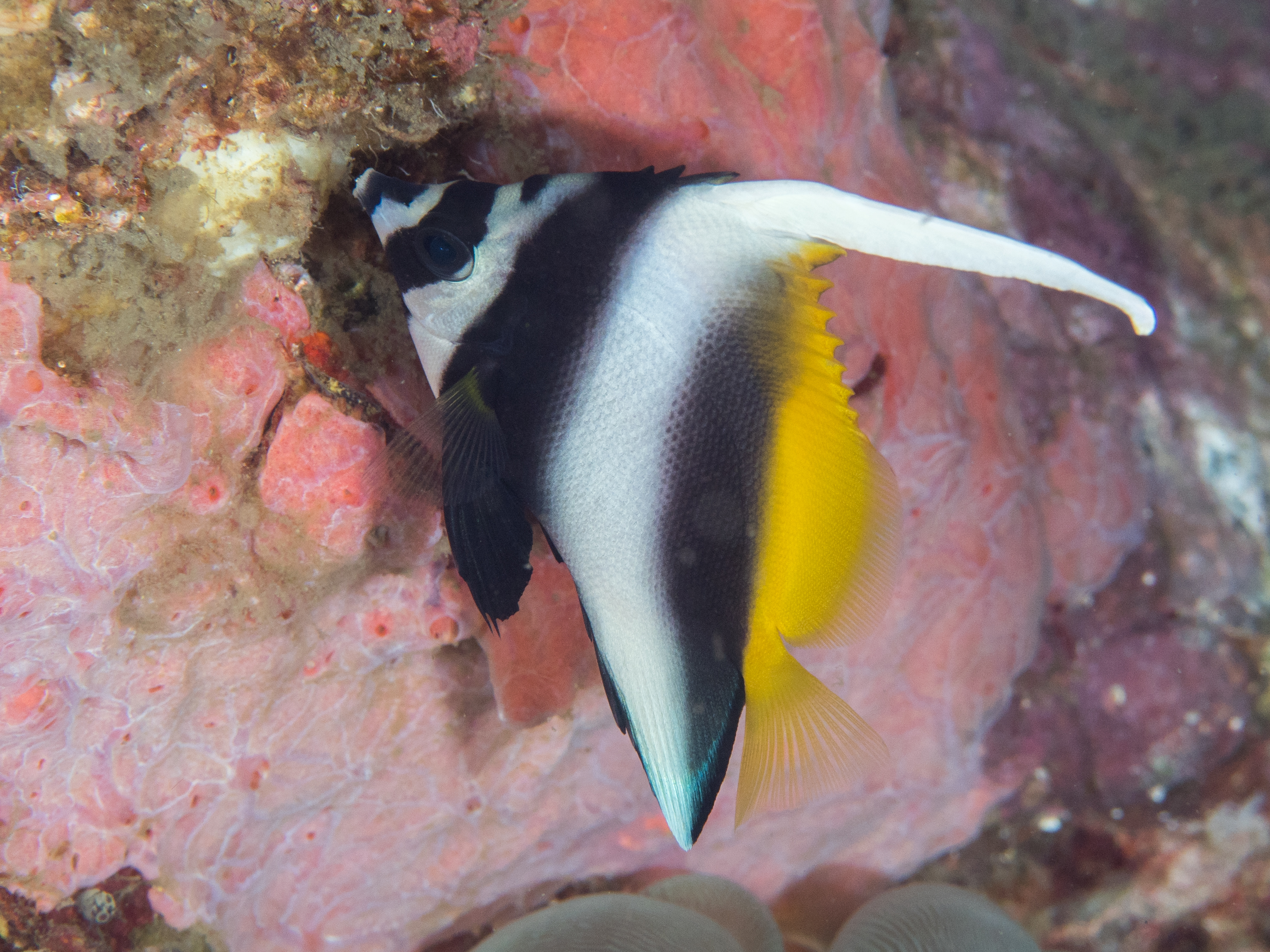
Cá con

H. singularius có chiều dài cơ thể lớn nhất được ghi nhận là 30 cm, cũng là loài Heniochus lớn nhất trong chi. Gai vây lưng thứ tư vươn dài đáng kể và có màu trắng. Thân của H. singularius có một dải chéo màu trắng nhạt chia tách hai vùng màu xám đen trên cơ thể. Mỗi vảy ở vùng màu xám đen có một chấm đen. Đầu có màu trắng với một vệt sọc đen băng xuống mắt. Vây lưng mềm, vây đuôi và vây ngực có màu vàng; vây bụng và vây hậu môn màu đen. Trán của H. singularius có một phần xương ngắn nhô lên ở trên mắt như sừng.
Số gai ở vây lưng: 11–12; Số tia vây ở vây lưng: 25–27; Số gai ở vây hậu môn: 3; Số tia vây ở vây hậu môn: 17–18; Số tia vây ở vây ngực: 16–17; Số gai ở vây bụng: 1; Số tia vây ở vây bụng: 5; Số vảy đường bên: 53–64.

## Sinh thái học
Thức ăn của H. singularius là các loài thủy sinh không xương sống như cua hoặc giun nhiều tơ, nhưng cũng bao gồm cả tảo và san hô. Loài này có thể sống đơn độc hoặc hợp thành những nhóm nhỏ; cá trưởng thành bơi theo cặp vào thời điểm sinh sản.

## Thương mại
H. singularius được đánh bắt để xuất khẩu trong hoạt động thương mại cá cảnh nhưng không thường xuyên.